# Euthalia emalea
Euthalia emalea is een vlinder uit de onderfamilie Limenitidinae van de familie Nymphalidae. De wetenschappelijke naam van de soort is voor het eerst geldig gepubliceerd in 1843 door Félix Édouard Guérin-Méneville.